# Linda Naeff

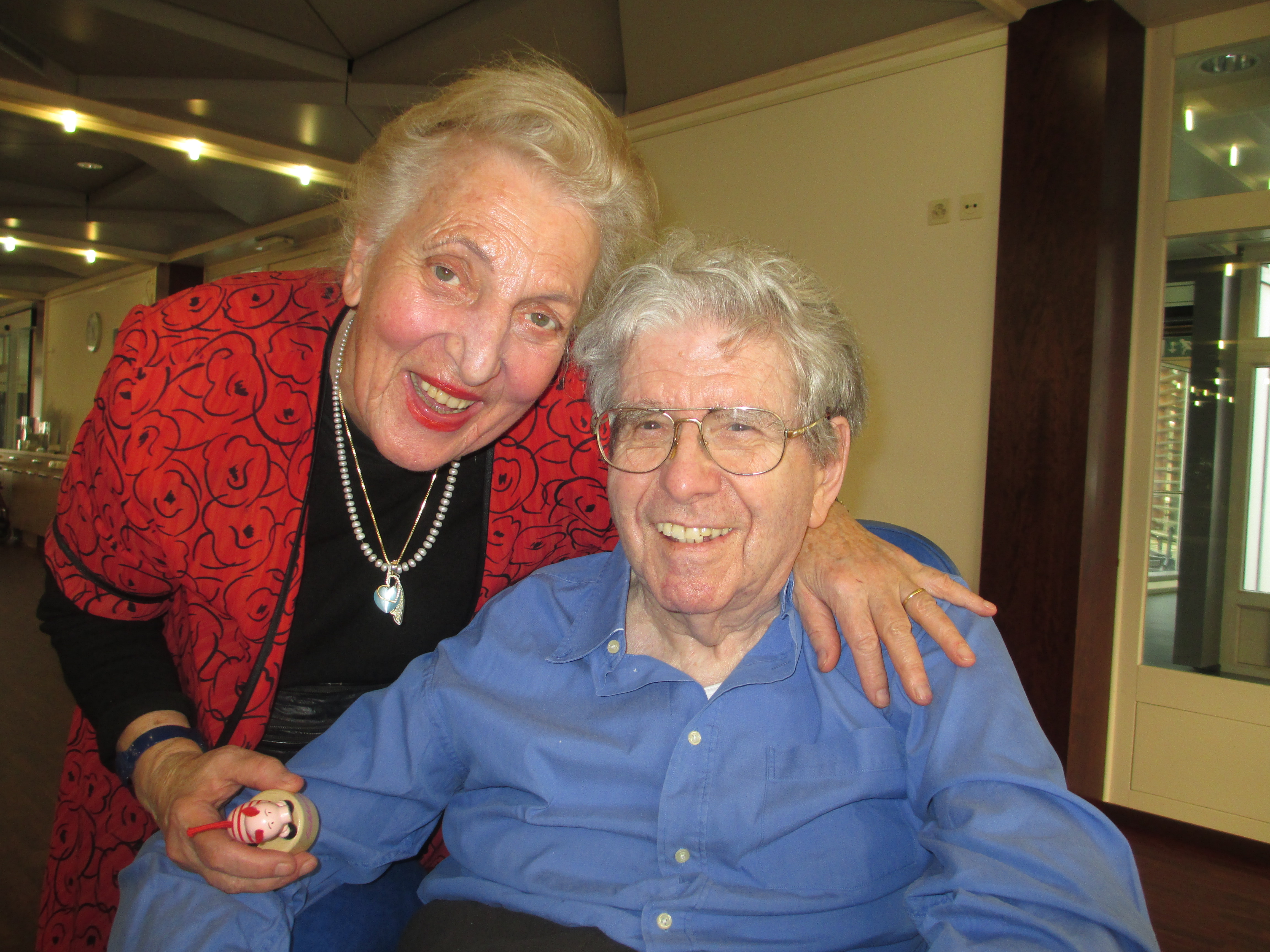
Linda und Joseph Naeff

Linda Naeff (* 22. Februar 1926 in Bagnolet; † 20. Februar 2014 in Carouge) war eine Schweizer Malerin und Bildhauerin. Sie begann im Alter von über 60 zu malen. Ihre Werke werden der Art brut zugerechnet.

## Leben
Linda Naeff wurde als zweite von fünf Töchtern in Bagnolet bei Paris geboren, wo ihre Schweizer Eltern im Exil lebten, da sie nicht verheiratet waren. Ihr äusserst autoritärer Vater, Sohn von Kleinbauern aus der Ajoie und Polizist, war bereits verheiratet, für die damalige Zeit ein Skandal. Ihre Mutter stammte aus einer Familie wohlhabender Uhrenindustrieller. Ihre Depressionen und Suizidtendenzen belasteten die Kindheit und Jugend von Linda und ihren Geschwistern. Wegen des Zweiten Weltkriegs und aufgrund finanzieller Probleme kehrte die Familie 1940 in die Schweizer Ajoie im Kanton Jura zurück. Zu dieser Zeit wurde Linda Naeff im Teenageralter von ihrem Musiklehrer sexuell missbraucht. Sie sprach mit niemandem über das traumatische Ereignis, das sie ein Leben lang prägte.

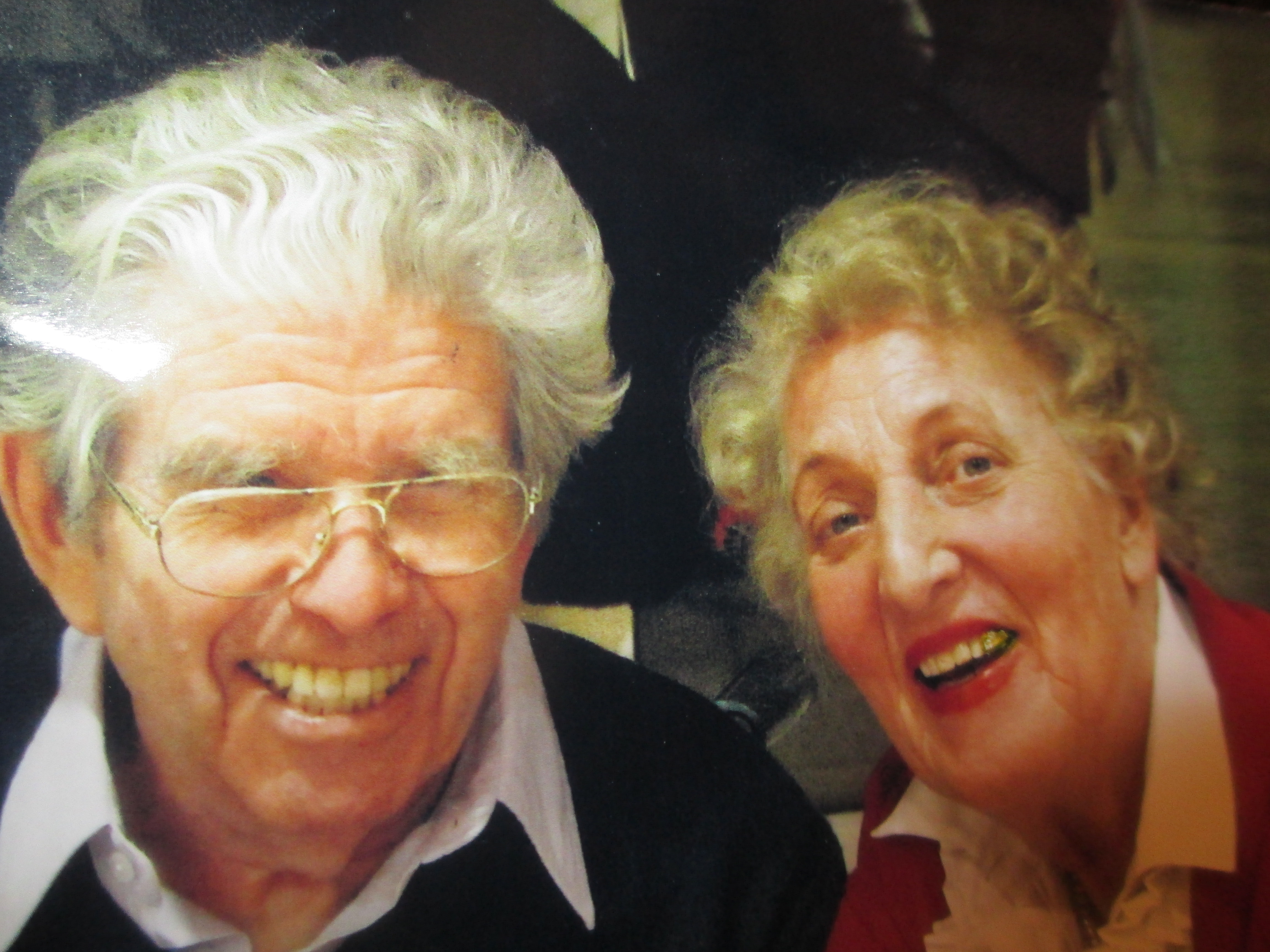
Linda und Joseph Naeff (2013)

Linda Naeff machte eine Ausbildung zur Coiffeuse, lernte Joseph «Jo» Naeff kennen und zog nach der Heirat 1956 mit ihm nach Carouge im Kanton Genf, wo sie bis 1995 lebten. Das Paar bekam die Töchter Isabelle und Laurence; fünf Söhne verlor Linda Naeff in fortgeschrittener Schwangerschaft durch Fehlgeburten. Sie war sozial engagiert, leitete die Sektion der Samariter Schweiz in Carouge, deren Gründungsmitglied sie war, machte Theater und beteiligte sich an Zeitschriftenausgaben.
Mit 61 Jahren begann sie autodidaktisch künstlerisch zu arbeiten. Auch besuchte sie an der Genfer Kunstgewerbeschule von 1987 bis 1991 die Abendkurse für freien Ausdruck bei Dominique Cornaglia. Anschliessend nahm sie an Modellierkursen bei Dorothée Zweiffel und Steinschneidekursen bei Jo Fontaine vom Collège Saussure in Onex teil. Bis zu ihrem Tod ordnete und sammelte sie die meisten ihrer Werke und füllte die Wohnräume in ihrer Genfer Wohnung am Boulevard Carl Vogt komplett mit ihren Kunstwerken. Sie betrachtete ihre Zeichnungen und Skulpturen als Teil ihrer eigenen Persönlichkeit. In ihren späteren Jahren nahm sie an einigen Ausstellungen teil. Dazu fertigte sie für sich identische Kopien der verliehenen Werke an. Ihren an Alzheimer erkrankten Ehemann besuchte Linda Naeff täglich in seinem Pflegeheim und verbrachte die Nachmittage gemeinsam mit ihm. Sie starb im Februar 2014 in Genf, ihr Ehemann im Oktober desselben Jahres.

## Werk
Ab 1987 begann Linda Naeff mit 61 Jahren in rasender Geschwindigkeit zu arbeiten. Sie schuf fast dreissig Jahre lang täglich Gemälde und Objekte. Anfänglich malte sie, später kamen Plastiken dazu. Sie schuf 4000 Bilder und 3000 Skulpturen.
Ihr Gesamtwerk umfasst ein breites Spektrum an Techniken, sehr oft unter Verwendung recycelter Materialien. Dazu gehören Gemälde mit Acryl- und Ölfarbe und Zeichnungen auf Papier und Leinwand, Tonplastiken, Objektkunst, Skulpturen, Collagen, Assemblagen, bemalte Kästchen und Holzlatten in Serie. In ihre frühesten Werke fügte sie oft Schriftstücke wie Gedichte und autobiografische Texte ein.
In ihren Bildern spiegeln sich ihre traumatischen Erlebnisse, wie Vergewaltigung, Fehlgeburten und der Verlust geliebter Menschen, wider. Sie malte sich selbst als Kind, an einen Stuhl gekettet und von Ratten angenagt, ebenso thematisierte sie die Angst vor dem Suizid der Mutter in einem Bild einer blutüberströmten Frau mit einem Messer an ihrer Halsschlagader. In ihrem Werk dominieren «traurige Fratzen mit gequältem Blick. Viele ihrer Figuren befinden sich hinter Gittern oder eingezwängt in Schachteln und Boxen.»
Da Linda Naeff kein Bedürfnis hatte, ihre Arbeiten zu zeigen, auszustellen oder zu verkaufen, stimmte sie mehreren Ausstellungen oder der Aufnahme ihrer Werke in Museumssammlungen erst spät in ihrem Leben zu. Werke von ihr befinden sich unter anderem in der Collection de l’Art Brut in Lausanne, dem Open art museum in St. Gallen, dem Museum von Carouge und der Bibliothek von Genf.

## Ausstellungen (Auswahl)
- 2023/2024: 6. Biennale de l’Art Brut: Visages. Collection de l’Art Brut, Lausanne
- 2020/2021: Linda Naeff. Matricule II. Doppelausstellung mit Maria Rolly, Open art museum, St. Gallen[9][10]
- 2018/2019: Acquisitions 2012–2018. Collection de l’Art Brut, Lausanne[1]
- 2016: Linda Naeff. Les couleurs habillent la souffrance. Musée de Carouge, Carouge[3][5]
- 2014: Linda Naeff. L’énigme. Ferme de la Chapelle, Grand-Lancy[8][11]
- 2011/2012: Weltensammler. Internationale Aussenseiterkunst der Gegenwart. Wanderausstellung. Kunsthalle Erfurt / LaM – Lille Métropole, musée d’art moderne, d’art contemporain et d’art brut, Lille / Musée de l’Abbaye Sainte-Croix, Les Sables-d’Olonne / Kunstmuseum des Kantons Thurgau, Kartause Ittingen, Warth
- 2002: Linda Naeff. Matricule II. Centre d’art en l’île, Genf
- 1997: Linda Naeff. Peintures, sculptures. Centre d’art en l’île, Genf[7]